# 北九州港
北九州港（きたきゅうしゅうこう）は、福岡県北九州市にある港湾である。西日本最大規模のフェリーターミナルを擁するなど、神戸港以西における主要な物流拠点として、国際拠点港湾、中枢国際港湾に指定されている。また、福岡県によって防災拠点(防災拠点港)に指定されている。
港湾別海上出入貨物取扱量は日本国内第5位（2021年速報値）、世界第49位（2020年）。コンテナ取扱貨物量は国内第9位（2021年速報値）。
港湾管理者は北九州市港湾空港局である。港則法上は対岸の下関港とともに一つの港湾である「関門港」として特定港に指定されているが、管理は一元化されておらず、港湾法上の港湾区域は各港が別個の港湾として扱われている（#関門港と北九州港を参照）。

## 歴史
- 1889年（明治22年）11月 - 関門海峡に面する門司港が国の特別輸出港（米・麦・麦粉・石炭・硫黄に限定した輸出港）に指定される。同時に長崎税関門司出張所が設置される。
- 1890年（明治23年）5月23日 - 若松築港会社（現若築建設）が洞海湾に面する若松港を石炭積出港として築営することを目的として設立され、築港を開始。
- 1891年（明治24年）4月1日 - 九州鉄道（現在の鹿児島本線の前身）が門司駅（現門司港駅）開業。
- 1891年（明治24年）8月30日 - 筑豊興業鉄道が現在の筑豊本線若松駅 - 直方駅間開業。これにより、筑豊炭田から若松港への鉄道による石炭輸送開始。
- 1899年（明治32年）8月4日 - 門司港が一般開港に指定される。
- 1904年（明治37年）4月 - 若松港が国の特別輸出入港に指定される。
- 1909年（明治42年）11月 - 門司税関が長崎税関より独立。
- 1919年（大正8年） - 門司港に台湾・高雄航路開設。
- 1921年（大正10年） - 門司港に日本郵船の欧州航路「箱根丸」初寄航。以後欧州航路、上海航路が開設される。
- 1932年（昭和7年） - 門司港に大連航路定期船の繋留開始
- 1940年（昭和15年）7月 - 下関港、門司港、小倉港を統合し、関門港とする。
- 1941年（昭和16年）12月 - 若松港が関門港に合併される（門司・下関・小倉・若松・戸畑・八幡の各港）。
- 1942年（昭和17年）7月 - 関門鉄道トンネル開通。
- 1942年（昭和17年）11月 - 戦時体制により官制改正され、門司税関が廃止、九州海運局（門司海運局）設置される。
- 1945年（昭和20年）9月 - 引揚港の一つに指定[7]。
- 1946年（昭和21年）6月 - 門司税関再開。
- 1949年（昭和24年） - 門司港の開港が宣言される。
- 1951年（昭和26年） - 門司港が特定重要港湾に指定される。
- 1958年（昭和33年） - 関門トンネルが開通。
- 1962年（昭和37年） - 洞海湾に若戸大橋（吊橋）が完成。
- 1963年（昭和38年） - 門司港、小倉港、洞海港（若松・戸畑・八幡港）が合併して北九州港となる。
- 1964年（昭和39年） - 北九州港管理組合（一部事務組合）設立。北九州港の港湾管理者となる。
- 1968年（昭和43年）8月 - 阪九フェリーが、小倉（日明）- 神戸（魚崎）航路開設。日本初の長距離カーフェリー就航。
- 1971年（昭和46年） - 西日本（神戸以西）で最初の田野浦コンテナターミナルが開港。
- 1973年（昭和48年） - 関門橋が開通。
- 1974年（昭和49年） - 北九州港管理組合を解散。北九州市が北九州港の港湾管理者となる。（直営化）
- 1979年（昭和54年） - 太刀浦コンテナターミナルが供用開始。
- 1984年（昭和59年）7月 - タコマ港（アメリカ合衆国）と姉妹港締結。
- 1985年（昭和60年）5月 - 大連港（中華人民共和国）と友好港提携。

新門司地区や響灘地区での港湾整備、門司港西海岸の再開発が始まる。
- 1991年（平成3年）7月 - レムチャバン港（タイ王国）と姉妹港締結。
- 1995年（平成7年）3月 - 門司港レトログランドオープン。
- 1995年（平成7年）6月 - 中枢国際港湾に位置付けられる。
- 2002年（平成14年）5月 - 国土交通省から「総合静脈物流拠点港」（リサイクルポート）として指定。
- 2004年（平成16年）11月4日 - 仁川港（大韓民国）とロジスティクス・パートナー港締結。
- 2005年（平成17年）4月 - 日本海側では唯一、水深15mの大水深岸壁を持つ、ひびきコンテナターミナル供用開始。
- 2005年（平成17年）5月 - ひびきコンテナターミナルに最初の定期航路が開設され、以後倉庫等の周辺整備が行われる。
- 2005年（平成17年）11月3日 - 天津港（中国）とロジスティクス・パートナー港締結。
- 2005年（平成17年）12月14日 - 煙台港（中国）とロジスティクス・パートナー港締結。
- 2005年（平成17年）12月15日 - 青島港（中国）とロジスティクス・パートナー港締結。
- 2009年（平成21年）11月8日 - 北九州港開港120周年記念式典開催。
- 2011年（平成23年）11月11日 - 国土交通省から「日本海側拠点港」（総合的拠点港）に選定される。
- 2012年（平成24年）9月15日 - 若戸トンネル開通。
- 2019年（令和元年） - 「若松港築港関連施設群」は土木学会選奨土木遺産に選ばれる[8]。
- 2020年（令和2年）9月2日 - 秋田港・能代港・鹿島港・北九州港の４港が、改正港湾法(令和2年2月施行)に基づき、「海洋再生可能エネルギー発電設備等拠点港湾」の初指定を受ける[9]。4港は、洋上風力発電設備の設置及び維持管理の基地港湾となる[9]。

## 港勢
面積
- 港湾区域  16,061ha（国内第4位の規模）
- 臨港地区　3,697ha（国内第2位の規模）

取扱貨物量
- 外貨 31,783千トン
  - 輸出 7,329,809トン
  - 輸入 24,453,530トン

- 内貨 77,940千トン
  - 移出 39,627,732トン
  - 移入 38,312,882トン

- 合計 109,723千トン（2006年度 国内第4位の取扱貨物量）

コンテナ取り扱い（個数）
- 外貨 400,413TEU
  - 輸出 212,583TEU
  - 輸入 187,830TEU

- 内貨 68,537TEU
  - 移出 25,509TEU
  - 移入 43,028TEU

- 合計 468,950TEU（2006年度）

入港船舶数
- 内航船68,049隻
- 外航船5,009隻
- 合計73,058隻（2006年度）

## 主な施設

### 門司港地区

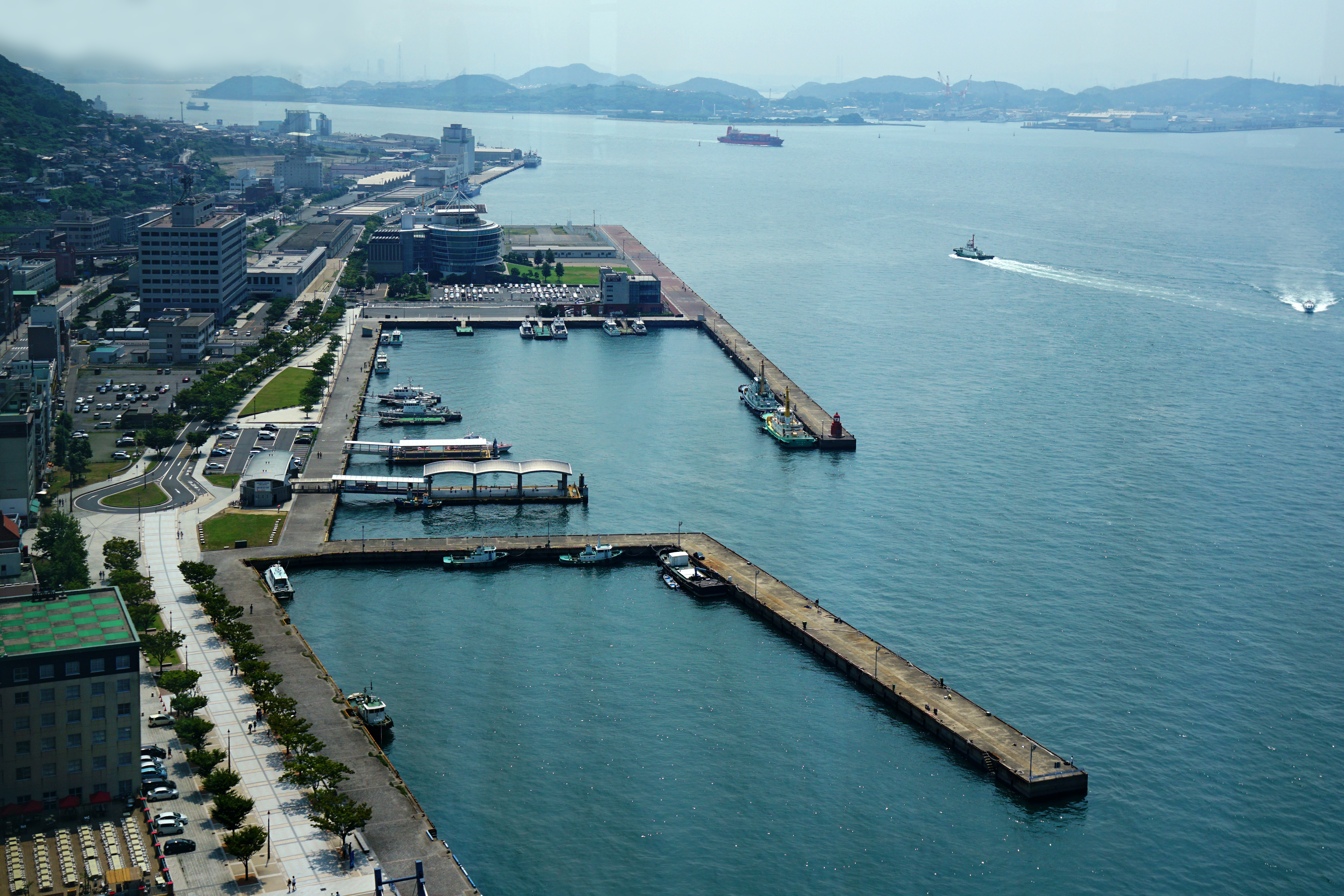
西海岸

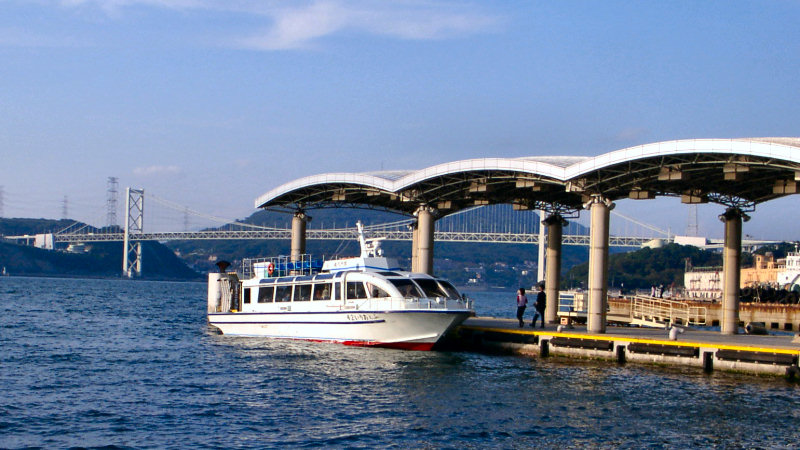
関門汽船「ふぇありぃ2号」

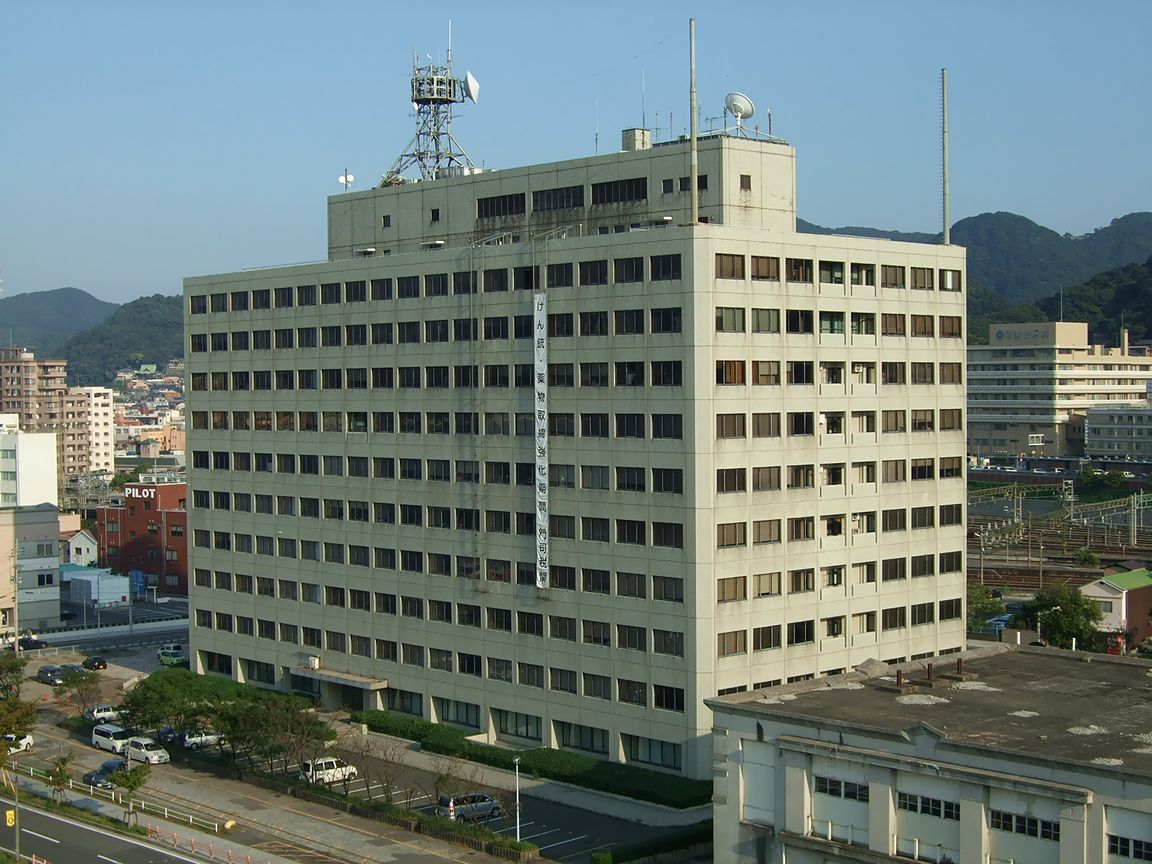
門司港湾合同庁舎

門司港地区は、明治から戦前にかけ外国貿易の港として発展した地区であることから、港湾関係の主要機関が設置されている。

#### 西海岸
周辺地区は、門司港地区発展の証である歴史的建造物を生かした観光スポット（門司港レトロ）になっている。付近には「門司港湾合同庁舎」（地上10階建）があるほか、北九州市港湾空港局門司庁舎も近接している。
下関（唐戸）港・巌流島（唐戸経由）への航路のほか、遊覧船門司港レトロクルーズが運航されている。
- 最寄り駅：JR九州鹿児島本線門司港駅
- 旅客定期航路
  - - 下関港唐戸桟橋・巌流島（関門汽船）
- 門司港湾合同庁舎に入居している出先機関
  - 門司税関（本関）
  - 第七管区海上保安本部（本部）
    - 門司海上保安部

  - 国土交通省九州運輸局福岡運輸支局門司港庁舎
  - 農林水産省門司植物防疫所
  - 農林水産省動物検疫所門司支所
  - 厚生労働省福岡検疫所門司検疫所支所
  - 門司地方海難審判所

#### 太刀浦コンテナターミナル

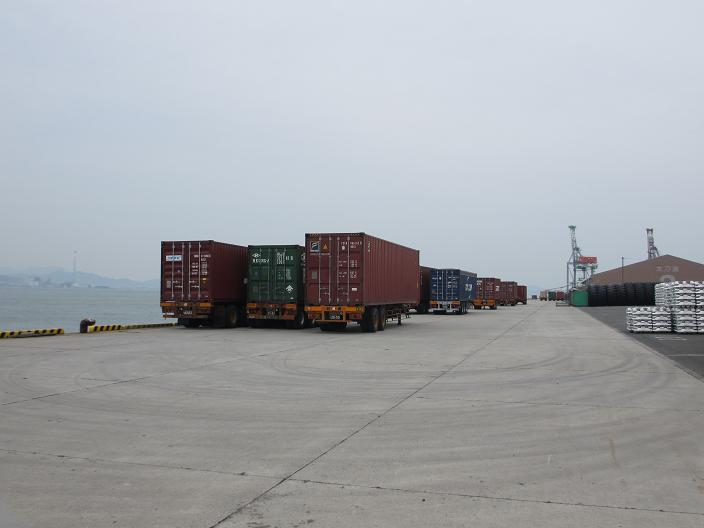
太刀浦コンテナターミナル

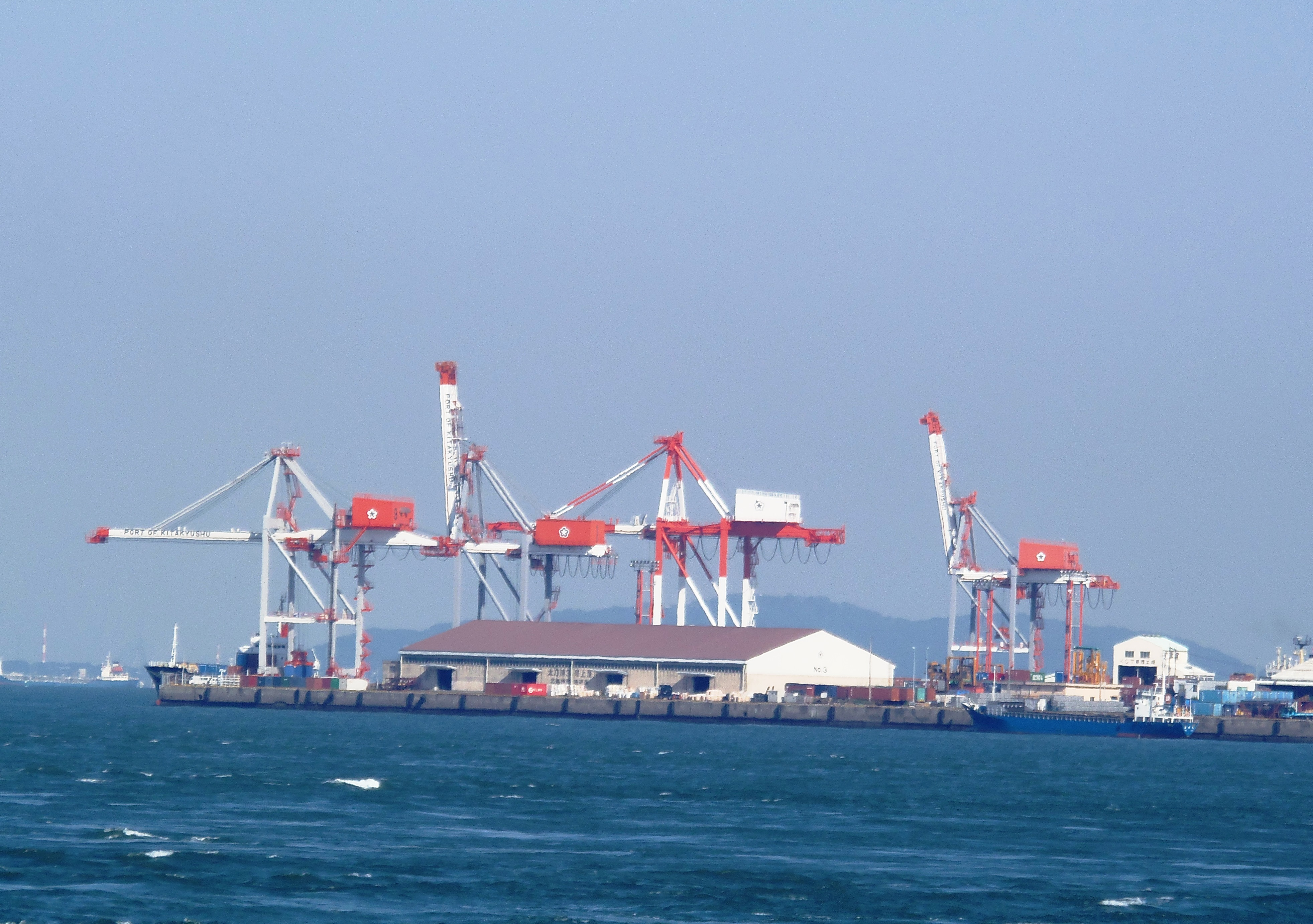
太刀浦コンテナターミナルのガントリークレーン

関門海峡出口の企救半島北端に位置する西日本有数のコンテナターミナル。水深 -12 mの第一コンテナターミナルと水深 -10 mの第二コンテナターミナルからなり、両ターミナルあわせて、計7基のガントリークレーンがある。主な外航定期コンテナ船航路は、中国・韓国・台湾を中心としたアジア航路である。2008年9月の月間便数は、月177便。
人工の埋立地ではあるが、事実上の九州本島最北端の地となっている。但し、船員などを除き、一般人の進入は禁止されている。九州地方全体としては、長崎県対馬市の三ツ島（無人島）が九州最北端の地である。

#### 田野浦埠頭
以前は、田野浦コンテナターミナルであったが、2004年から「田野浦自動車物流センター」に再整備され、主に中古車を輸出する埠頭となっているほか、輸出精密機器を扱うために民間が整備したクリーンルーム付きの専用上屋が立ち並ぶ。このほか、関門九州青果センター（通称「バナナセンター」）がある。

#### 新浜
飼料原料の取扱いを中心とした埠頭。

### 新門司地区

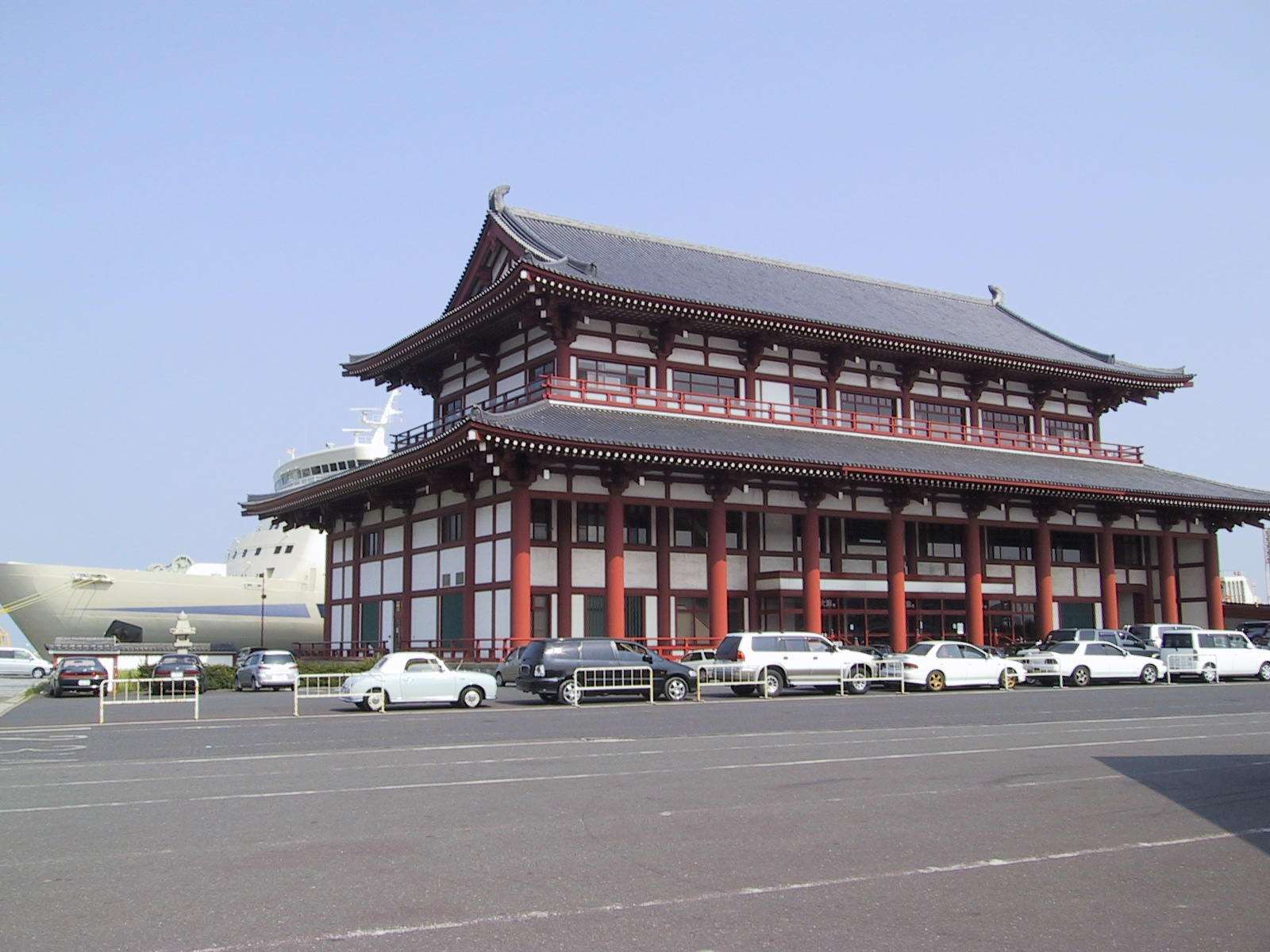
新門司フェリーターミナル（阪九フェリー第1ターミナル）

新門司地区は瀬戸内海（周防灘）に面する地区である。九州自動車道新門司インターチェンジに近く、九州の陸路と瀬戸内海を結ぶ重要な港湾となっている。また、北東の一角にヨットハーバーの新門司マリーナが整備されている。
埠頭周辺には工業団地が造成されており、エステーや古河電工産業電線の工場がある。マリナクロス新門司地区では、国内10検疫場の中で最大規模となる農林水産省動物検疫所門司支所新門司検疫場や、トヨタ輸送新門司自動車物流センターなどの大規模施設がある。
一帯は、沖合にある北九州空港とあわせて陸・海・空の物流拠点となっている。

#### 新門司フェリーターミナル
近畿地方・関東地方へのフェリーが乗り入れる。新門司北1丁目に阪九フェリー2棟とオーシャントランスの計3棟のターミナル、約1.5km南西の新門司1丁目に名門大洋フェリーのターミナル1棟、海側の新門司北3丁目（津村島緑地南側）に東京九州フェリーのターミナル1棟が位置する。
- 旅客定期航路
  - - 泉大津港フェリーターミナル（阪九フェリー 第2ターミナル利用）
    - フェリーの煙突をモチーフとしたターミナルビル。
    - 無料送迎バス：新門司港 - JR門司駅 - 小倉駅 ※下り便到着時は門司駅まで。
    - 西鉄バス北九州（有料） 新地バス停より約1.8km。

  - - 神戸港 六甲アイランドフェリーターミナル（阪九フェリー 第1ターミナル利用）
    - 「東西文化の交通の結節点」をイメージし平城京の大極殿をモチーフとしたターミナルビル[10]。
    - 無料送迎バス：新門司港 - JR門司駅 - 小倉駅
    - 西鉄バス北九州（有料） 畑バス停または新地バス停より約2km。

  - - 大阪南港フェリーターミナル（名門大洋フェリー）
    - 無料送迎バス：新門司港 - JR門司駅 - 小倉駅
    - 西鉄バス北九州（有料） 二十田バス停より約1.6km。

  - - 徳島港フェリーターミナル - 東京港フェリーターミナル（オーシャン東九フェリー）
    - 送迎タクシー（有料）：新門司港 - JR門司駅
    - 西鉄バス北九州（有料） 畑バス停または新地バス停より約2.2km。

  - - 横須賀港フェリーターミナル（東京九州フェリー）
    - 無料送迎バス：新門司港 - JR門司駅 - 小倉駅

### 小倉地区

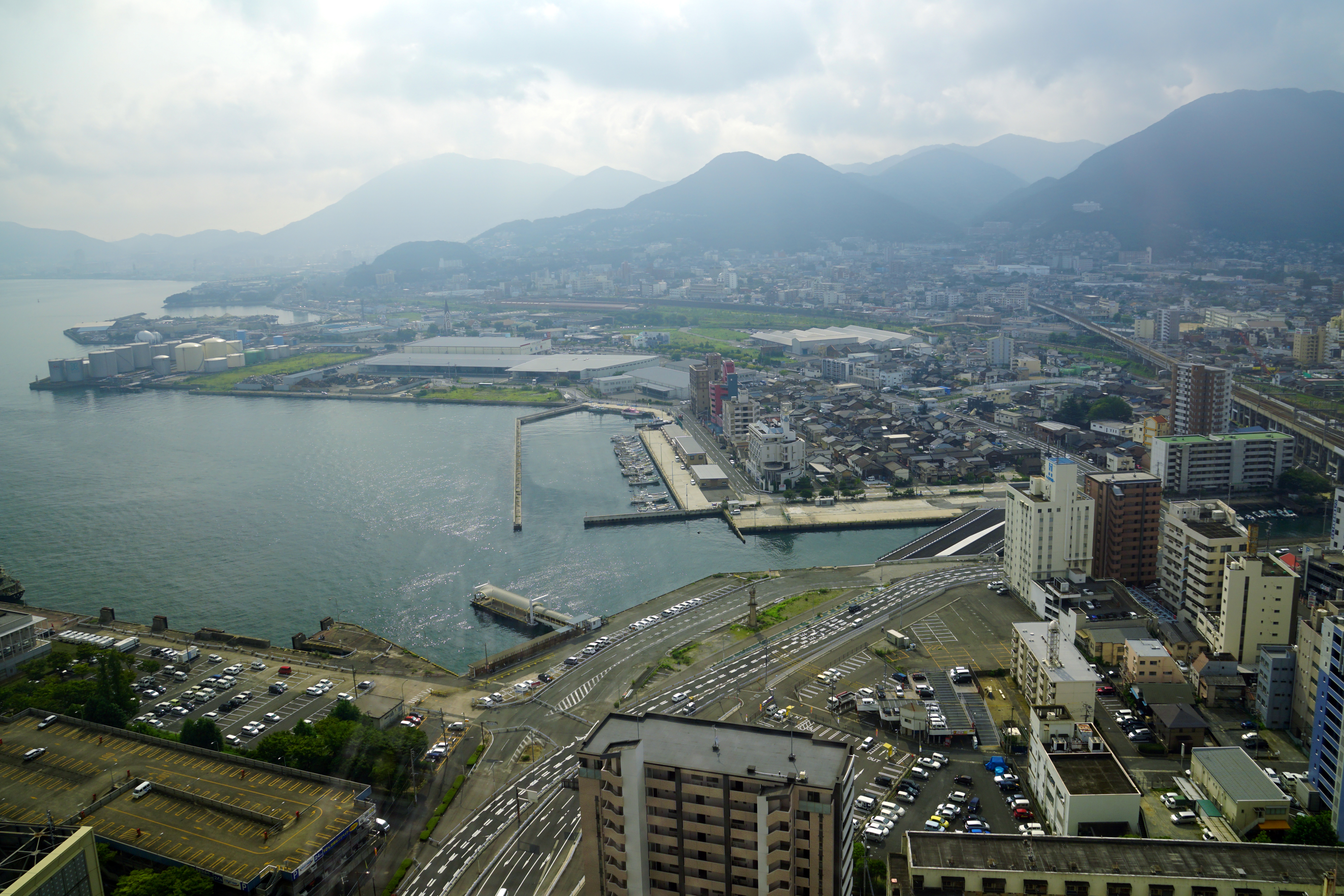
小倉地区

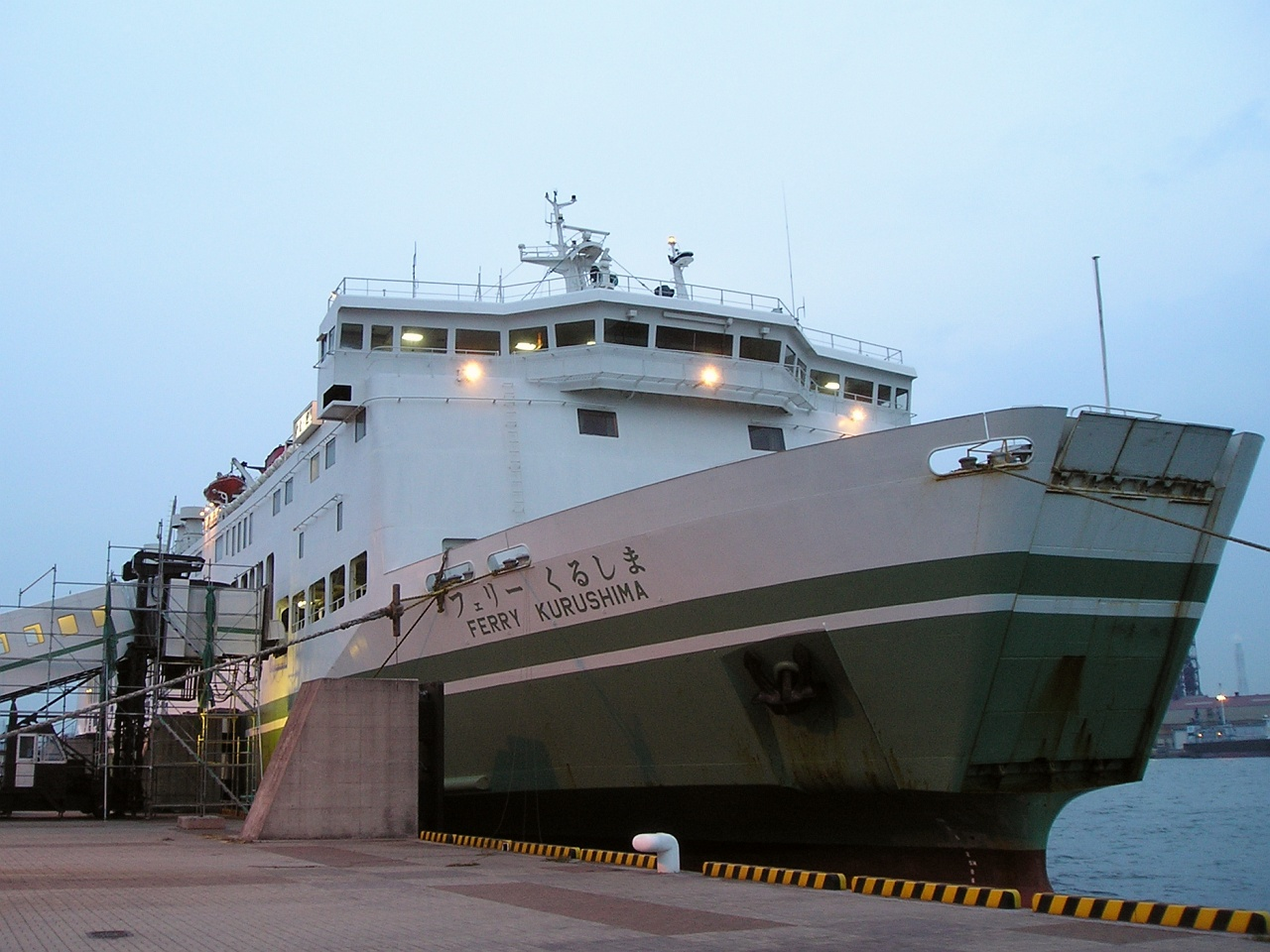
松山・小倉フェリー「フェリーくるしま」（写真はフェリーさんふらわあ時代のもの）

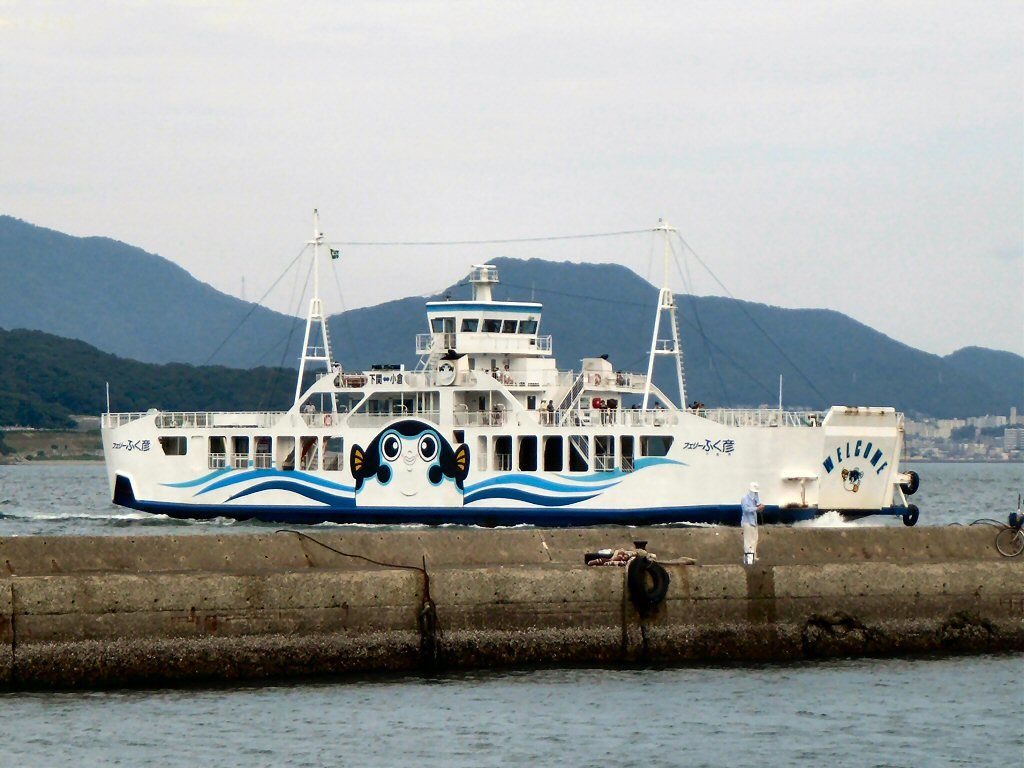
関門海峡フェリー「フェリーふく彦」

日本製鉄八幡製鐵所小倉地区を中心とした工場群、大小の物流施設群と中、近距離の旅客航路があるなどバラエティーに富んだ港である。

#### 砂津埠頭・浅野埠頭
JR小倉駅北口一帯（浅野）周辺。北九州国際会議場、西日本総合展示場、国土交通省九州地方整備局関門航路事務所がある。
浅野フェリー埠頭より響灘の離島である馬島、藍島への渡船が運航されている。
- 旅客定期航路
  - - 馬島 - 藍島（北九州市営渡船「小倉航路」）
    - 小倉駅北口から東北東方向に約700m。

かつては松山港（松山観光港）を結ぶ松山・小倉フェリーが運航されていたが、2025年7月1日に廃止された。乗り場は小倉駅北口から北北東方向に約1km弱の場所にあった。

#### 日明埠頭
小倉都心部に比較的近い埠頭。北九州市中央卸売市場のほか、大小の物流施設が立地している。ヤマト運輸小倉西港営業所、福山通運北九州支店、九州西濃運輸北九州支店、久留米運送北九州支店がある。
かつては「小倉コンテナターミナル」があったが、「ひびきコンテナターミナル」開設後に廃止された。
また、長距離フェリー航路（阪九フェリー、オーシャン東九フェリー）のターミナルとして使用されていたが、1995年以降、全ての航路が新門司地区に移転している。他に下関港（彦島荒田港）との間を結ぶ旅客フェリー（関門海峡フェリー）のターミナルでもあったが、これは航路自体が2011年11月30日限りで休止となった。現在は小倉航路の藍島発1便が搭載荷物を下ろすために寄港しているが、乗客の乗下船はできない。

#### 高浜埠頭
砂・砂利のばら積みを取り扱う埠頭。

### 洞海地区

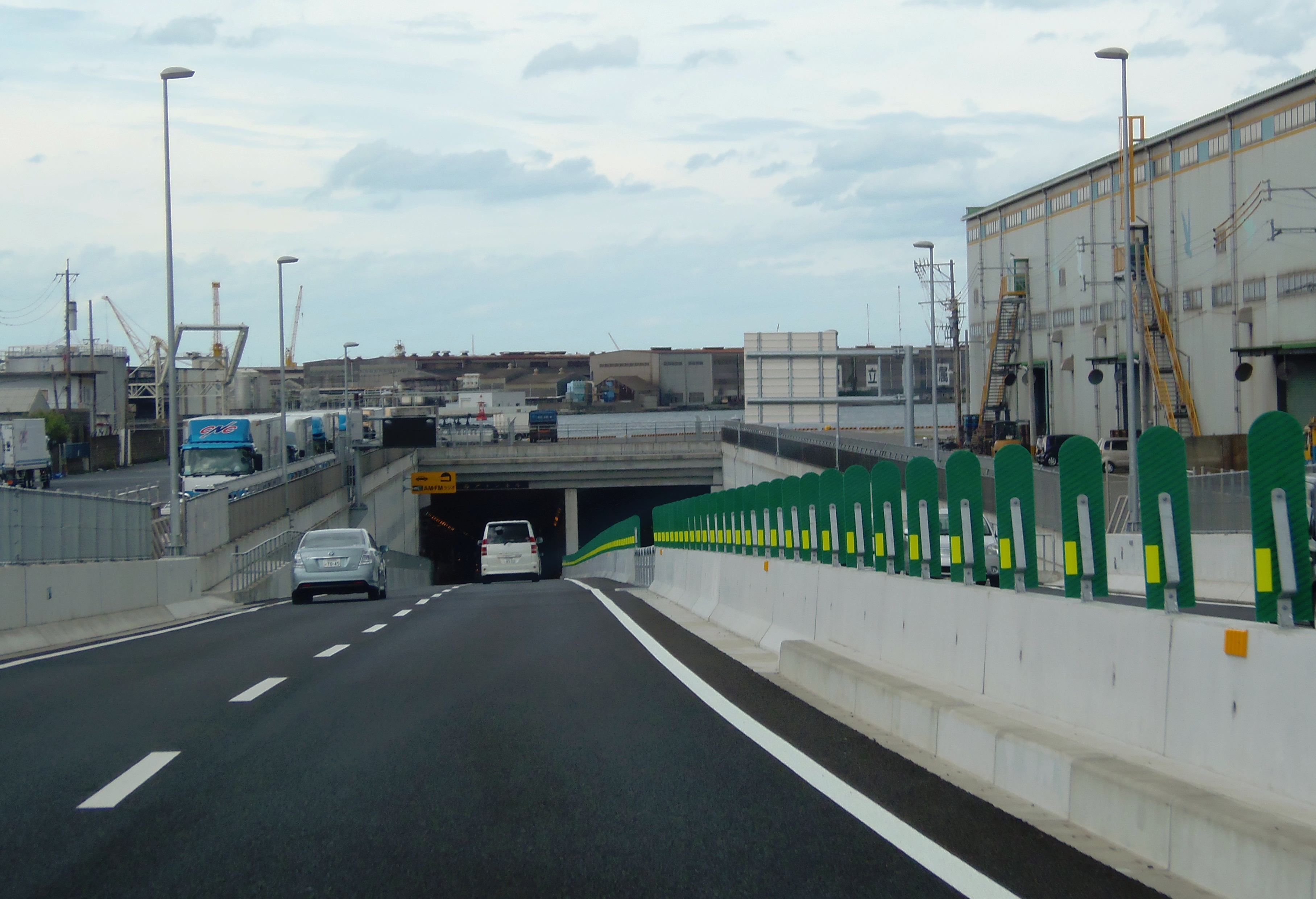
洞海湾の下をくぐる若戸トンネル（戸畑側より）

日本初の近代製鉄所である新日本製鐵（現・日本製鉄）八幡製鐵所の操業により、工業港として洞海湾一帯（八幡東区・八幡西区・戸畑区・若松区）に発展した地区である。地区内の多くの埠頭が工業港として使用されている。
また、筑豊本線（若松線）若松駅に隣接する若松港は筑豊炭田の石炭積出港として整備され、1913年（大正2年）には全国の石炭産出量2130万tのうち筑豊炭田は1150万tで、その80%が若松港から積み出されており、日本一の石炭積出港であった。しかし、エネルギー革命により、筑豊炭田の閉山が相次ぎ、1982年（昭和57年）鉄道貨物取扱いは廃止され、貯炭場および若松機関区跡地は「久岐の浜シーサイド」としてマンションが建設された。
なお、同地区に立地する日本製鉄八幡製鐵所、日鉄ケミカル&マテリアル九州製造所、三菱ケミカル黒崎事業所等の大規模な工場はそれぞれの敷地内に専用埠頭を備えている。
2012年9月15日、若松区と戸畑区の間に若戸トンネル（車両通行を目的としたものでは九州初の沈埋トンネルによる海底トンネル）が開通した。
2019年に若松埠頭付近の「若松港築港関連施設群」は石炭積出基地としての歴史により、土木学会選奨土木遺産に選ばれる。
- 同地区にある（公共）埠頭
  - 戸畑（川代）埠頭 - 突堤中央部が若戸トンネルの入口になっている。
  - 堺川埠頭
  - 黒崎埠頭
  - 堀川埠頭
  - 北湊埠頭
  - 二島埠頭
  - 若松埠頭 - かつては石炭が扱われていたが、現在は船舶を係留する埠頭になっている。

- 旅客定期航路

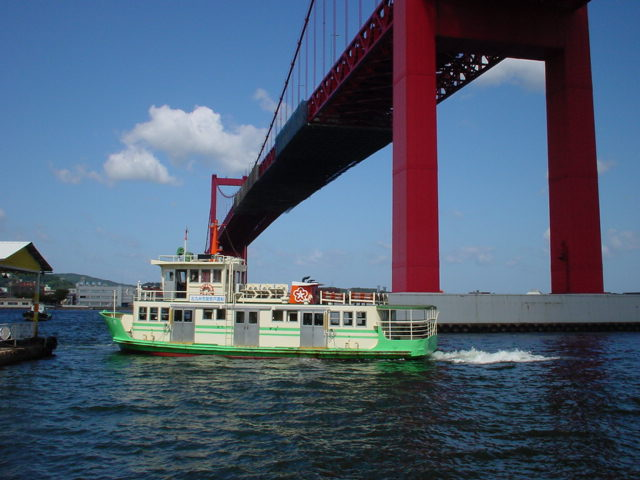
若戸渡船

  - 戸畑渡場 - 若松渡場（北九州市営若戸渡船）
- 同地区にある港湾関連の出先機関
  - 門司税関戸畑支署
  - 門司税関若松出張所
  - 若松海上保安部
  - 国土交通省九州運輸局福岡運輸支局若松海事事務所

### 響灘地区
響灘地区は、北九州港の中では新しく整備されている地区である。近年、製造業、物流業そして環境関連企業などの進出が著しい。

#### 響灘南埠頭・響灘東埠頭
- 北九州エコタウン
- 北九州リサイクルポート（総合静脈物流拠点港）
- 中間貯蔵・環境安全事業（JESCO）北九州事業所（PCB廃棄物処理施設）
- 風力発電施設（風車10基）
- OCC海底システム事業所
- 日本コークス工業北九州事業所
- ブリヂストン北九州工場
- 東邦チタニウム若松工場

#### 響灘西地区
- 電源開発若松総合事業所
- 響灘菜園 （カゴメとJパワーによって共同設立されたトマト生産施設）

#### ひびきコンテナターミナル
日本海側では国内唯一の水深 -15 m岸壁2バース（700m）が整備されている。2005年の開港以降、オーバーパナマックス型ガントリークレーン計3基と、トランスファークレーン計7基が稼働中。
2008年9月の月間航路数は、4航路。また月間便数は、月16便が就航している。

## 関門港と北九州港
北九州港は港則法上、対岸の下関港とともに一つの港湾である「関門港」として特定港に指定されている一方、港湾管理者はそれぞれ北九州市港湾空港局、下関市港湾局と別々で、港湾法上の港湾区域も各港が別個の国際戦略港湾として扱われている。

### 港湾区域の名称
北九州港を構成する区域には、明治開港以来の横浜・神戸と並ぶ3大国際貿易港である門司港、小倉市の商業集積を背景として内易商港として発展した小倉港、水産基地かつ八幡製鉄所戸畑地区の専用港湾としての役割を有した戸畑港、同じく八幡製鉄所の立地から発展した八幡港、筑豊炭田の積み出し港として栄えた若松港の5港が独自に開設され、対岸の下関港と併せて各港の港勢拡大とともに連続した港湾区域を形成していった経緯がある。
戦時体制下において1940年（昭和15年）、下関港・門司港・小倉港の3港が統合され「関門港」として重要港湾に指定。さらに戸畑港・八幡港・若松港の洞海湾3港も1942年（昭和17年）に「関門港」へ統合されたが、戦後港湾法の施行により下関港・門司港・小倉港・洞海港の4港体制となった。
4港の関係自治体である山口県・福岡県・北九州5市・下関市の2県6市は、再度「関門港」としての一元管理を目指したが実現せず、4港それぞれの管理体制が存続、北九州5市の合併に伴い門司港・小倉港・洞海港の3港のみ「北九州港」として合併し、両岸2港の体制となった。
民間海運業界においては下関・門司・小倉の3地区を「関門港」と呼称し洞海港と区分する場合があるほか、国際的な海運業界においては「Port of Moji」「Port of Yawata」と区分され、下関港は門司の一部として「Port of Moji (including Shimonoseki)」と表記されていた。ひびきコンテナターミナルの開業後、北九州市港湾空港局は対外的に「Moji Port, Hibiki Port」と併記する呼称を用いており、国際船舶の運航スケジュール等においても「Moji」と「Hibiki」の2港として扱われている。

## 姉妹港・友好港
- 姉妹港
  -  タコマ港 （アメリカ合衆国）
  -  レムチャバン港 （タイ王国）
- 友好港
  -  大連港 （中華人民共和国）

## ロジスティクス・パートナー港
- 仁川港 （大韓民国）
- 天津港 （中華人民共和国）
- 煙台港 （中華人民共和国）
- 青島港 （中華人民共和国）